# Harry Alan Towers
 (août 2025).
Si vous disposez d'ouvrages ou d'articles de référence ou si vous connaissez des sites web de qualité traitant du thème abordé ici, merci de compléter l'article en donnant les références utiles à sa vérifiabilité et en les liant à la section « Notes et références ».
Harry Alan Towers (né le 19 octobre 1920 à Londres et mort le 31 juillet 2009  à Toronto) est un scénariste, producteur de cinéma et écrivain britannique.

## Biographie
Harry Alan Towers a écrit quelques romans sous le pseudonyme de Peter Welbeck, puis s'est consacré à l'écriture de scénarios à partir de 1946. Pendant la seconde Guerre mondiale, il a écrit quelques émissions pour la radio, au service de la Royal Air Force. En 1952-53 il produit à la radio une adaptation des Aventures d'Horatio Hornblower d'après les romans de C. S. Forester. Inspiré par le film Le Troisième Homme (1949) avec Orson Welles en Harry Lime, il produit dans le cadre de sa compagnie Towers of London, un feuilleton à la radio intitulé Les vies de Harry Lime.
À partir du début des années 1960, il se lance dans la production de films, surtout des adaptations de romans et de séries d'aventures inspirées des écrits de Sax Rohmer (Docteur Fu Man Chu, Sumuru) ou d'Edgar Wallace (Sanders). À partir de la fin de la même décennie, il produit quelques films réalisés par Jess Franco, et à la fin des années 1980, encore des films où la violence est très présente, souvent avec Cannon Films.
Il a été marié à l'actrice autrichienne Maria Rohm depuis 1964. Il meurt le 31 juillet 2009 après une courte maladie.

## Filmographie partielle
Sauf indication contraire, les informations mentionnées dans cette section peuvent être confirmées par la base de données cinématographiques IMDb,  présente dans la section « Liens externes ».

### Comme producteur
- 1956 : The Anatomist
- 1963 : Death Drums Along the River (en) (+ scénario), dans la série Sanders
- 1964 : Coast of Skeletons (en) (+ scénario), dans la série Sanders
- 1964 : Victim Five (en) (+ scénario sous le pseudo Peter Welbeck)
- 1965 : Le Secret de la liste rouge (+ scénario)
- 1965 : City of Fear (+ scénario)
- 1965 : Cinquante millions pour Johns
- 1965 : Les Dix Petits Indiens (+ scénario)
- 1965 : Le Masque de Fu-Manchu (+ scénario)
- 1966 : Le Cirque de la peur (Circus of Fear) (+ scénario)
- 1966 : Opération Marrakech (+ scénario)
- 1966 : Les 13 Fiancées de Fu Manchu (+ scénario)
- 1967 : The Million Eyes of Sumuru (en) (+ scénario)
- 1967 : Five Golden Dragons de Jeremy Summers (+ scénario)
- 1967 : La Vengeance de Fu Manchu de Jeremy Summers (+ scénario)
- 1967 : Le Grand Départ vers la Lune (+ scénario)
- 1967 : La Maison des mille poupées (La casa de las mil muñecas) de Jeremy Summers (+ scénario)
- 1967 : Eve de Jeremy Summers (+ scénario)
- 1968 : The Blood of Fu Manchu (+ scénario)
- 1968 : Sumuru, la cité sans hommes (+ scénario)
- 1968 : Les Brûlantes (99 mujeres) (+ scénario)
- 1968 : Justine ou les Infortunes de la vertu (Marquis de Sade's Justine) (+ scénario)
- 1968 : The Castle of Fu Manchu (+ scénario)
- 1969 : Venus in Furs
- 1969 : Sandy the Seal (+ scénario)
- 1969 : Le trône de feu (The Bloody Judge, + scénario)
- 1969 : Le Dépravé - Dorian Gray
- 1970 : Les Nuits de Dracula (+ scénario)
- 1970 : Les Inassouvies (+ scénario)
- 1972 : L'Île au trésor
- 1972 : L'Appel de la forêt (+ scénario)
- 1973 : Croc-Blanc
- 1974 : Dix petits nègres (+ scénario)
- 1976 : Eva nera
- 1979 : King Solomon's Treasure
- 1979 : Klondike Fever
- 1983 : Fanny Hill
- 1983 : La Vénus noire de Claude Mulot (+ scénario)
- 1985 : La Ronde de l’amour
- 1986 : Lightning, l'Étalon blanc (Lightning, the White Stallion) (+ scénario)
- 1987 : Warrior Queen (+ scénario)
- 1987 : Skeleton Coast (+ scénario)
- 1987 : Dragonard (+ scénario)
- 1987 : Le Maître de Dragonard Hill (+ scénario)
- 1988 : Gor (en)
- 1988 : Les Bannis de Gor (en) (Outlaw of Gor) (+ scénario)
- 1988 : Platoon Leader (+ scénario)
- 1988 : Hurlements IV
- 1988 : La Maison des Usher
- 1988 : Captive Rage (+ scénario)
- 1989 : American Ninja 3 : Blood Hunt
- 1989 : Ten Little Indians
- 1989 : La Rivière de la mort
- 1989 : Le Fantôme de l'Opéra
- 1990 : Masque of the Red Death
- 1991 : House of Pain (Dance Macabre)
- 1991 : L'Arme secrète (The Hitman)
- 1991 : Delta Force 3 (Delta Force 3 : The Killing Game) de Sam Firstenberg
- 1991 : Sherlock Holmes et la Diva (Sherlock Holmes and the Leading Lady) de Peter Sasdy
- 1992 : The Lost World (+ scénario)
- 1992 : Return to the Lost World (en) (+ scénario)
- 1992 : Incident at Victoria Falls
- 1993 : Marquis de Sade (Night Terrors)
- 1993 :  La Résurrection (The Mummy Lives)
- 1995 : The Mangler (+ scénario)
- 1995 : Bullet to Beijing  (+ scénario)
- 1996 : Midnight in St. Petersburg (en) (+ scénario)
- 1995 : Pleure, ô pays bien-aimé
- 1997 : Owd Bob (+ scénario)
- 1999 : L'Île au trésor
- 2000 : Queen’s Messenger
- 2000 : High Explosive (+ scénario)
- 2001 : She
- 2001 : City of Fear
- 2001 : High Adventure (+ scénario)
- 2001 : Death, Deceit & Destiny Aboard the Orient Express (+ scénario)
- 2003 : Sumuru (+ scénario)
- 2004 : Pacte avec le Diable (Dorian)
- 2004 : Deadly Diversion (Tödlicher Umweg)

## Source de la traduction
- (de) Cet article est partiellement ou en totalité issu de l’article de Wikipédia en allemand intitulé « Harry Alan Towers » (voir la liste des auteurs).